# Bright Stream
Singles de Nana Mizuki
Time Space EP
(2012) Vitalization
(2013)
Bright Stream est le 28e single de la chanteuse et seiyū japonaise Nana Mizuki sorti le 1er août 2012 sous le label King Records. Il arrive 2e à l'Oricon. Il se vend à 75 379 exemplaires la première semaine et reste classé 12 semaines pour un total de 102 924 exemplaires vendus durant cette période.
Bright Stream a été utilisé comme thème musical pour le film Magical Girl Lyrical Nanoha The MOVIE 2nd A's. Fearless Hero a été utilisé comme thème d'ouverture de l'anime Dog Days saison 2. On peut également entendre Sacred Force dans le film Magical Girl Lyrical Nanoha The MOVIE 2nd A's. Bright Stream se trouve sur l'album Rockbound Neighbors.

## Liste des titres
| 1. | Bright Stream (BRIGHT STREAM) |  |
| 2. | Fearless Hero (FEARLESS HERO) |  |
| 3. | Sacred Force                  |  |